# Nolanite
La nolanite è un minerale.